# Trevor Noah
Trevor Noah (født 20. februar 1984) er en sydafrikansk komiker, tv-vært, skuespiller og radio-vært. I øjeblikket er han vært på The Daily Show, hvor han tidligere var bidragsyder og i 2015 overtog værtsrollen fra Jon Stewart.

## Karriere
Noah havde en stor rolle i den sydafrikanske sæbeopera, Isidingo i 2002, da han var 18.

### The Daily Show
I december 2014 blev Noah bidragsyder på The Daily Show, hvor han debuterede den 4. december.
Den 30. marts 2015, annoncerede Comedy Central at Noah skulle tage over som vært, når Jon Stewart stoppede senere i 2015.